# Эмбриональная колонизация космоса
Эмбриональная колонизация космоса – концепция, предполагающая использование замороженных эмбрионов для колонизации других планет или небесных тел. Идея заключается в том, чтобы отправить в космос не взрослых людей, а эмбрионы, которые были бы выращены и воспитаны на месте назначения с помощью автоматизированных систем и технологий. На данный момент это гипотетическая идея, которая обсуждается в научных и футуристических кругах. Она требует значительных технологических и этических решений, прежде чем может быть реализована.

## Основные аспекты
Транспортировка: Эмбрионы занимают гораздо меньше места и требуют меньше ресурсов для поддержания жизнеспособности по сравнению с взрослыми людьми. Это делает их транспортировку более эффективной и экономичной на дальние расстояния в космосе.
Технологии выращивания: На месте назначения потребуется создать искусственные утробы или инкубаторы, которые смогут выращивать эмбрионы до стадии младенцев. Также понадобятся роботы или автоматизированные системы для ухода за детьми и их воспитания.
Генетическое разнообразие: Для успешной колонизации потребуется значительное генетическое разнообразие эмбрионов, чтобы обеспечить здоровую популяцию и избежать генетических проблем в будущем.
Этические и социальные вопросы: Эта концепция вызывает множество этических и социальных вопросов, таких как права эмбрионов, условия их воспитания и образование, а также моральная ответственность за создание жизни в таких условиях.